# Camponotus horrens
Camponotus horrens är en myrart som beskrevs av Auguste-Henri Forel 1910. Camponotus horrens ingår i släktet hästmyror, och familjen myror. Inga underarter finns listade.